# 미국 공중보건서비스

미국 공중보건서비스(United States Public Health Service, USPHS 또는 PHS)는 공중보건과 관련된 보건복지부의 기관들의 모임으로, 보건복지부의 12개 운영 부서 중 9개 부서를 포함한다. 보건부 차관보가 PHS를 감독한다. PHSCC(공중보건서비스위원회)는 PHS의 연방 제복 서비스이며 미국의 8개 제복 서비스 중 하나이다.
PHS는 1798년에 시작된 해양 병원 시스템에서 시작되었다. 1871년에 해양 병원 서비스로 통합되었으며, 얼마 지나지 않아 외과의사 및 PHSCC의 직위가 확립되었다. 시스템의 범위가 검역 당국과 연구를 포함하도록 확대됨에 따라 1912년에 공중 보건 서비스로 이름이 변경되었다.
1966년부터 1973년까지 일련의 조직 개편을 통해 PHS의 부서가 부서별 운영 기관으로 승격되는 변화가 시작되었다. PHS는 그 자체로 운영 기관이 아니라 그 위의 얇은 계층 계층으로 설립되었다.
1995년에 PHS 기관은 보건부 차관이 아닌 보건복지부 장관에게 직접 보고하도록 전환되었으며, 조직 계층에서 행정 수준으로서의 PHS를 제거했다.